# Symphonie des jouets
La Symphonie des jouets, ou Kindersinfonie, dont le titre original allemand est Berchtoldsgaden-Musik (musique de Berchtesgaden), est une symphonie en trois mouvements désormais attribuée au moine bénédictin Edmund Angerer (de) (1740-1794). Avant d'être rendue à son véritable auteur, elle a été attribuée à Franz Joseph Haydn, sous le nom de qui elle a été éditée pendant presque deux cents ans, mais aussi à Leopold Mozart et à Michael Haydn.

## Paternité de l'œuvre
Dans la première édition, l'œuvre fut donnée comme de «Haydn» sans aucune identification supplémentaire, et on supposa alors que le compositeur était Joseph Haydn. Une histoire fantaisiste raconte qu'Haydn aurait composé cette pièce après l'achat de plusieurs jouets dans un salon, puis l'aurait jouée à Esterháza pour les enfants lors d'une soirée de Noël. C'est seulement dans les années 1930 que les musicologues ont commencé à douter de la véracité de cette légende, car aucune œuvre pouvant être la Symphonie des jouets n'apparaît dans l'exhaustif Haydn Entwurf-Katalog, liste dans laquelle Haydn avait lui-même énuméré ses propres compositions.
L'identité du véritable compositeur de la Symphonie des jouets sembla révélée quand on découvrit les trois mouvements de l'œuvre dans un manuscrit copié par Léopold Mozart, à qui on attribua alors la paternité. Mais on a aussi découvert dans un couvent du Tyrol un manuscrit de la symphonie, intitulé Berchtoldsgaden Musick, et signé «Père Edmund Angerer». C'est désormais ce père Angerer qui est tenu pour le véritable compositeur de la pièce.
Une autre analyse existe cependant, indiquant que ce serait plutôt le père Angerer qui aurait recopié trois mouvements de la Cassation en sol de Léopold Mozart, et non le contraire[réf. à confirmer].

## Orchestration
L'orchestre est composé :
- d'un orchestre à cordes (violons I et II, violoncelles et contrebasses) ;
- d'accessoires ou plutôt « jouets musicaux » tels qu'un appeau-coucou, un appeau-caille, un sifflet à eau-rossignol, une trompette-jouet à une note, une crécelle-hochet ou un tambour d'enfant.

Tout comme la Course de traîneaux de Léopold Mozart, la Symphonie des jouets présente des caractéristiques musicales dont le but est d'intriguer les auditeurs : aux instruments courants (cordes et percussions) s'ajoutent des accessoires : un appeau imitant le chant du coucou, un appeau  rossignol (petite flûte dont le son imite une sorte de gazouillis d’oiseau (parfois  le rossignol peut aussi être un jeu d’orgue), avec en plus une crécelle (moulinet de bois formé d’une planchette tournant avec bruit autour d’un axe) et un triangle. Les cordes frottées sont plus classiquement présentes, avec contrebasse, violoncelle, premier et second violon, mais sans alto. La trompette intervient aussi, doublée par le tambour.

## Analyse de l'œuvre
Il s’agit avant tout d’une musique de divertissement.

### Premier mouvement:Allegro
Dans le premier mouvement de la Symphonie des jouets, les premiers et seconds violons jouent en homorythmie et les violoncelles et contrebasses martèlent des groupes de croches répétées, produisant une sorte de trépidation présente durant toute l’œuvre. La première phrase musicale jouée par ces deux pupitres se compose d’un même motif, répété deux fois. Les instruments-jouets entrent ensuite les uns après les autres : la crécelle, le coucou, le rossignol et enfin le triangle. Deux notes (sol-mi) sont échangées entre le « coucou » et les premiers ou seconds violons, produisant un effet d’écho.

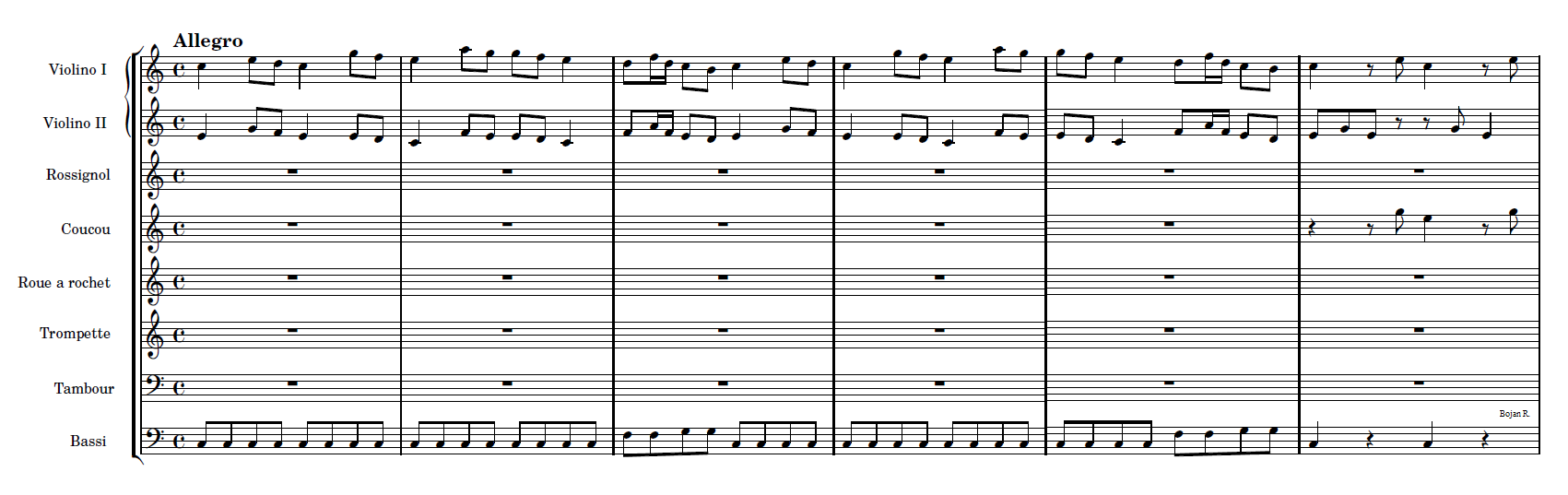
Premier mouvement de la Symphonie des jouets